# DrMaster
DrMaster Publications Inc. es una compañía que se caracteriza por publicar manga de origen japonés y Chino (manhua). DrMaster existe actualmente en tres diferentes países: Estados Unidos, Taiwán y Japón. 

## Mangas publicados por DrMaster
- 888 por Noriko Kuwata.
- Category Freaks por Gokurakuin Sakurako.
- Cosplay Koromo-Chan
- Crayon Shin-chan por Yoshito Usui.*
- Dark Edge por Yu Aikawa
- High School Girls por Towa Oshima.
- Hinadori Girl por Mari Matsuzawa.
- Imperfect Hero por Nankin Greko.
- Indian Summer.
- Infinite Ryvius por Hajime Yatate, Yōsuke Kuroda, and Shinsuke Kurihashi.
- Iron Wok Jan por Shinji Saijyo.
- Maniac Road por Shinsuke Kurihashi.
  - Pretty Maniacs
- Premature Priest
- Red Prowling Devil por Toshimitsu Shimizu.
- Junk Force por Yusuke Tsurugi.
- Onegai Twins por GO ZAPPA.
- Tori Koro por hai-ran.
- Stellvia por Ryo Akitsuki.
- Stray Little Devil
- Tsukihime, Lunar Legend por Sasakishonen.

*-- Crayon Shin-Chan has yet to be published under the DrMaster imprint, but still holds the rights and backstock acquired from Comics One.

## Manhua publicados por DrMaster
- Chronicles of the Vampire Hunter: Claws of Darkness por Jerry Cho.
- Four Constables, The por Tony Wong / Andy Seto.
- King of Fighters (comic) por Wing Yan / King Tung.
- Real Fake Princess por I-Huan.
- SNK vs Capcom (comic) por Chi Wan Shum.
- Chinese Hero: Tales of the Blood Sword por Ma Wing Shing.

## Novelas publicadas por DrMaster
- Junk Force (novel) por Yusuke Tsurugi.
- Onegai Twins (novela) por GO ZAPPA.
- RahXephon (novela) por Hiroshi Ohnogi.